# Alexander Donigian
Alexander Donigian (* 20. Oktober 1993) ist ein armenischer Leichtathlet US-amerikanischer Herkunft, der seit 2019 für Armenien startberechtigt ist und sich auf den Sprint spezialisiert hat.

## Sportliche Laufbahn
Erste internationale Erfahrungen sammelte Alexander Donigian für Armenien startend im Jahr 2020, als er bei den Balkan-Hallenmeisterschaften in Istanbul im 60-Meter-Lauf in 6,81 s den sechsten Platz belegte. Bei den Freiluftmeisterschaften in Cluj-Napoca belegte er in 10,44 s den vierten Platz über 100 Meter und erreichte im 200-Meter-Lauf nach 22,00 s Rang sieben. Zudem klassierte er sich mit der armenischen 4-mal-100-Meter-Staffel in 42,64 s auf dem sechsten Platz und wurde mit der 4-mal-400-Meter-Staffel in 3:28,24 min Fünfter. Im Jahr darauf belegte er bei den Balkan-Hallenmeisterschaften in Istanbul in 6,81 s den fünften Platz über 60 Meter, ehe er bei den Halleneuropameisterschaften in Toruń mit 6,78 s in der ersten Runde ausschied. Ende Juni gewann er bei den Balkan-Meisterschaften in Smederevo in 10,56 s die Bronzemedaille über 100 m und erreichte über 200 m mit 22,71 s Rang drei im B-Lauf. Zudem klassierte er sich mit der 4-mal-100-Meter-Staffel mit 43,02 s auf dem sechsten Platz.

## Persönliche Bestzeiten
- 100 Meter: 10,35 s (+1,7 m/s), 16. April 2016 in Walnut
- 100 Meter: 10,37 s (+0,6 m/s), 16. Mai 2021 in Canyon (armenischer Rekord)
  - 60 Meter (Halle): 6,64 s, 12. Januar 2019 in Seattle
  - 60 Meter (Halle): 6,66 s, 21. Februar 2020 in Madrid (armenischer Rekord)
- 200 Meter: 20,93 s (+1,0 m/s), 15. April 2016 in Azusa
  - 200 Meter (Halle): 21,66 s, 21. Februar 2015 in Nampa